# 7016 Конандойл
7016 Конандойл (7016 Conandoyle) — астероїд головного поясу, відкритий 30 грудня 1991 року.
Тіссеранів параметр щодо Юпітера — 3,592.